# Isognathus occidentalis
Isognathus occidentalis är en fjärilsart som beskrevs av Clark 1929. Isognathus occidentalis ingår i släktet Isognathus och familjen svärmare. Inga underarter finns listade i Catalogue of Life.

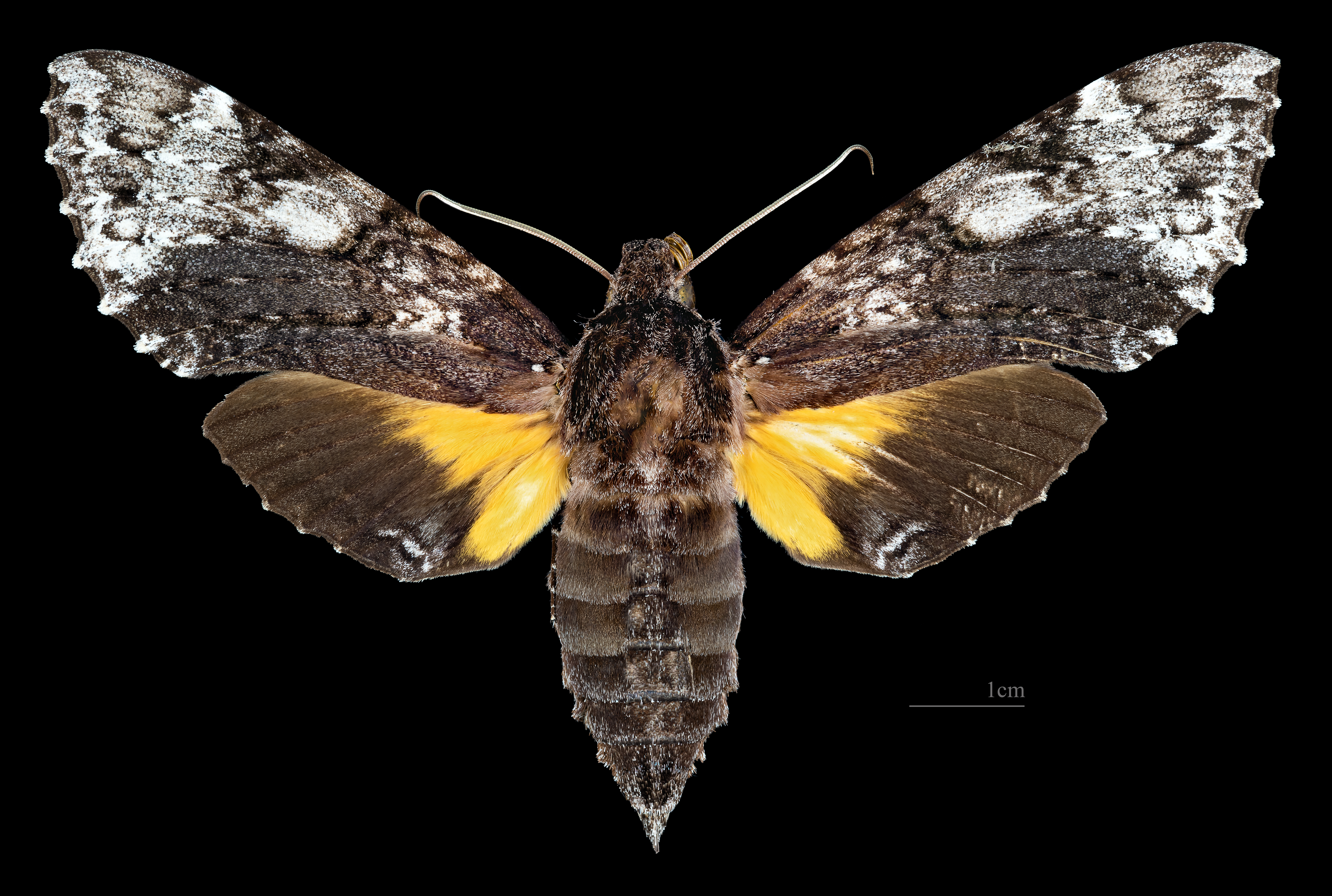
Isognathus occidentalis ♀
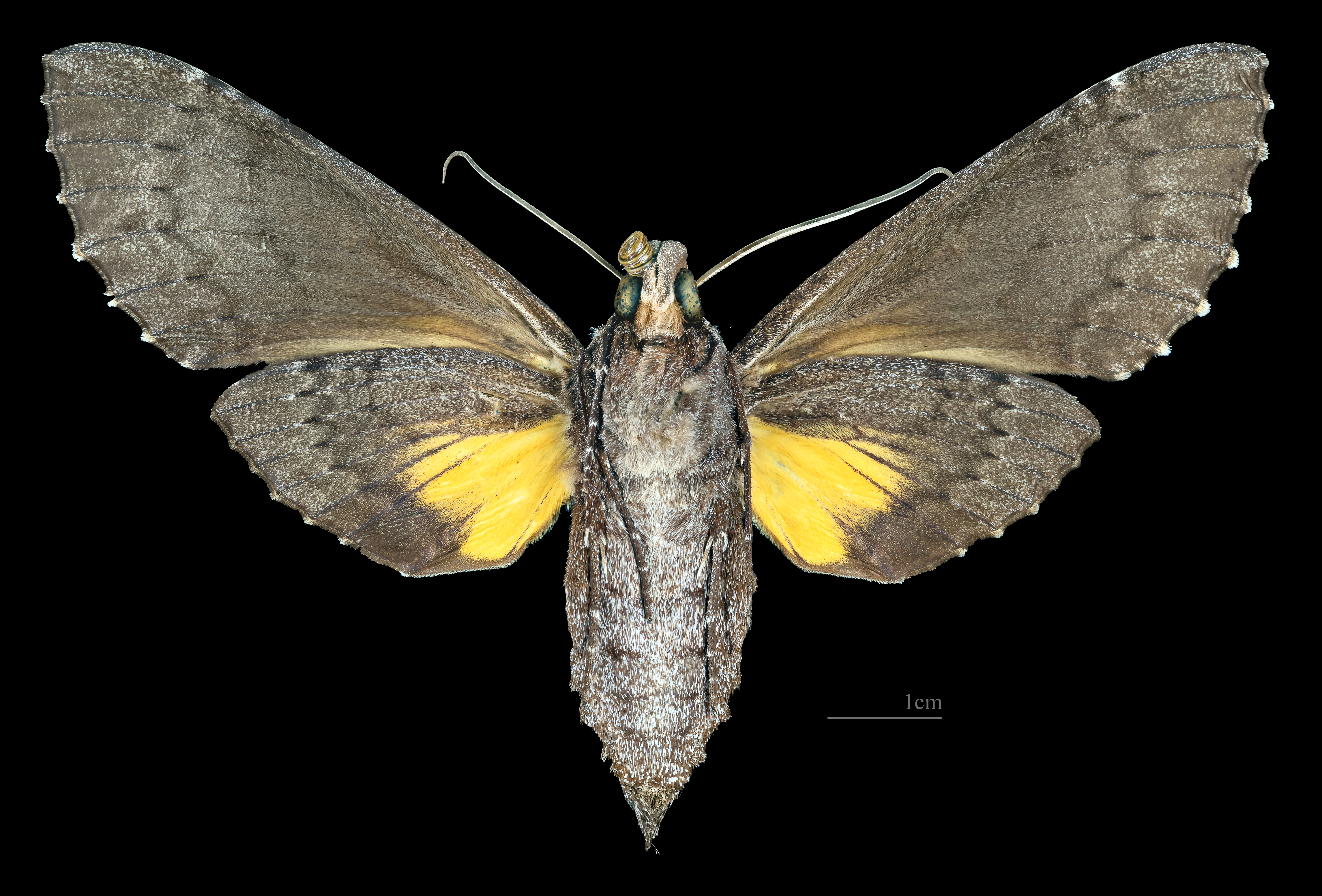
Isognathus occidentalis  ♀ △